# 沈懷文
沈懷文（409年—462年5月11日），字思明，吳興武康人。南朝宋官員。沈懷文在孝武帝一朝曾獲寵待，但他屢次進不合孝武帝心意的諫言，終招來孝武帝不滿，並賜死。

## 生平
沈懷文喜愛玄學哲理，也擅長寫文章，他替楚昭王兩個寵妃寫的詩更得聞名當世。懷文初任揚州從事，歷遷揚州西曹，江夏王劉義恭的司空行參軍、司徒參軍事及司徒東閤祭酒。後來懷文父親喪去世，新安郡送來了很豐厚的財物協助治喪，然而到了喪事完了後懷文都將用剩的分給親戚，沒留下給自己，宋文帝對此相當欣賞，特賜其六個奴婢。守喪期過後，懷文除尚書殿中郎。後出任雍州刺史隨王劉誕的後軍主簿，與後軍諮議參軍謝莊共掌辭令，兼領義成太守。元嘉二十八年（451年），劉誕轉鎮廣州，本想讓懷文隨府轉為安南記室，但先除通直郎的懷文一直辭讓這個南赴之職，令文帝不高興。
元嘉三十年（453年），懷文弟沈懷遠捲入了太子劉劭的巫蠱之事，大怒的文帝因而與懷文有所不合，轉治書侍御史。同年劉劭弒文帝繼位，以懷文為中書侍郎，不久武陵王劉駿自江州起兵討伐懷文，劉劭遂命令懷文寫官符檄文以徵召兵力對付劉駿，但懷文不肯，令得劉劭大怒，只因一旁的殷沖救援才得免死。後來沈懷文投奔劉駿，做了已改封竟陵王的劉誕的衞軍記室參軍、新興太守。後隨轉驃騎錄事參軍、淮南太守，當時懷文就以文帝新死而勸止了劉誕建內齋的計劃。後轉揚州治中從事史。
孝建元年（454年），揚州刺史劉義恭為迎合孝武帝而建議廢除錄尚書一職，懷文引用古典以反對廢除此總屬之職，但不獲接納。後轉揚州別駕從事史。孝建三年（456年），義恭解揚州刺史，讓予孝武帝愛子西陽王劉子尚，懷文仍留揚州。當時發生了熒惑守南斗的天象，孝武帝為免愛子應災，將揚州治所由原來的西州遷到東府城，懷文認為應該以德政應天象變異，而非空置西州府城，但不被接納，西州亦空置。大明二年（458年），懷文轉任尚書吏部郎，當時朝廷仍在因為天象變異而議論模仿古制以揚州設立王畿，而將治會稽郡的東揚州設為揚州，懷文認為這些設置都該因時制宜，只要民心安定，不必要事事追從古例，而且揚州已是多代沿置，不像邊州那樣時罷時置，改設王畿會有反效果，故反對建議，但又不獲聽從。大明三年（459年），子尚以揚州刺史移鎮會稽，懷文隨府轉為撫軍長史，行府州事。當時州內扣押的疑犯有很多，但處理卻很緩慢，懷文上任後處理了揚州五郡共九百三十六件案件，眾人都稱他平允。
後懷文入為侍中，愈來愈得孝武帝寵待，原定讓他出任會稽太守的事都被擱置。大明三年（459年），劉誕於廣陵反孝武帝的事變被鎮壓，城內士庶都被脫光衣服，鞭打面部後才殺害，並將他們的首級堆放在石頭南岸，稱為髑髏山。懷文試圖諫止，但不獲接受。揚州移治會稽後造成浙東人心不穩，這令孝武帝很不滿，打算削減其勞祿，但無關西州舊人。懷文認為揚州徙治本身已經逆民情而行，而現在同州卻有不同對待，更是失大體，反對這行為，但孝武帝再不聽
。
前東揚州刺史顏竣及中軍錄事參軍周朗分別因失寵有怨言以及出言忤逆孝武帝而獲罪，其中顏竣更在劉誕反叛後被殺，懷文與二人皆親好，顏竣被誅後，孝武帝對懷文說：「顏竣若果知道我會殺他，應當不敢這樣。」懷文當時沉默不語。後來除夕時懷文與謝莊、王景文及顏師伯同獲敕令入宮，未得進見時景文在言談間就稱美顏、周二人的才能，懷文也附和他，但這些對話後來都被顏師伯一一告知孝武帝，令得他對多次說出不中聽建言的懷文倍見感不滿。後孝武帝徵命各郡士族人士擔任將吏，但他們都不肯服役，到後都逃亡，即使孝武帝親下命令也阻不了他們。孝武帝十分不滿，於是改用軍法，逃亡者抓到就要處死，於是他們更加逃進深山之中，聚集為集團，懷文亦出言勸告。另外，當時地方官庫每年都要向民戶徵收大量的絹布和緜絲上呈，而且期限很短，故當時民間一匹絹布要二三千錢，一兩緜亦要三四百，貧窮者為了應付逼得要賣妻兒甚至自殺，懷文為他們進言，讓朝廷將徵收量稍作減省，但後來又恢復原狀。時孝武諸子都自置邸舍並買賣以獲利，為患天下，懷文建議減省不必要的邸舍，又不獲聽從。而孝武帝猜忌諸弟，在誅殺劉誕後更加想加重科律拑制他們，懷文引漢明帝不讓諸子與兄弟們比較而得為美談一事，建議孝武帝仿效周公旦之對唐叔虞及衞康叔。大明五年（461年），海陵王劉休茂叛亂事件發生，孝武帝又想重申此事，劉義恭率先重提，但在懷文堅持之下，還是不成事。
孝武帝又常常出游，並讓太后及六宮乘另一車在後跟隨，懷文及王景文都屢次勸諫他。又一次出游，懷文與景文都隨行，二人坐在松樹下休息，遇上驟來風雨，二人約好一同發言勸諫，一旁的江智淵亦同意。接著他們獲召入雉場，懷文就稱天氣有變，勸孝武帝不要出獵，景文也附和，智淵還未說話，正在為弩加箭矢的孝武帝就說：「你想學顏竣嗎？為甚麼常理別人的事。」又說：「顏竣這小人，恨不得鞭他的臉！」而孝武帝所辦的宴會都要令在席者都醉掉，但懷文向來都不飲酒，又不愛戲樂，故孝武帝覺得懷文事事都故意與他作對。謝莊也曾勸誡懷文，但懷文認為他自少就這樣，只是從本性而行，不想改變。
大明五年（461年），懷文被調為晉安王劉子勛的征虜長史、廣陵太守。大明六年（462年）新年時懷文回朝拜賀，本來就要回廣陵，但他以女兒患病而請求延期，到該走時又再請多留三日，竟一直留著不走。這令懷文遭到彈劾，並被免官並禁錮十年。懷文見自己被免官了，就把屋宅賣了想回故鄉處，但這觸怒了孝武帝，將他收捕到廷尉，賜死，時年五十四歲。

## 家庭

### 祖父
- 沈寂，東晉光祿勳。

### 父
- 沈宣，新安太守。

### 弟
- 沈懷遠，武康令。

### 子
- 沈淡
- 沈淵
- 沈沖

## 延伸阅读
[在维基数据编辑]
 《宋書/卷82》，出自沈约《宋书》
 《南史/卷34》，出自李延壽《南史》